# Naum Borisovič Birman
Naum Borisovič Birman (in russo Нау́м Бори́сович Би́рман?; Leningrado, 19 maggio 1924 – Leningrado, 19 settembre 1989) è stato un regista sovietico.

## Filmografia parziale

### Regista
- Chronika pikirujuščego bombardirovščika (1967)
- Volšebnaja sila (1970)
- Učitel' penija (1972)
- Ja služu na granice (1973)
- Šag navstreču (1975)
- Sled na zemle (1978)
- My smerti smotreli v lico (1980)
- Magija čёrnaja i belaja (1983)
- Voskresnyj papa (1985)